# 春日氏 (久我家諸大夫)
春日氏（かすがし）は、久我家の諸大夫を務めた氏族。

## 概要
宇多天皇の孫・源雅信の末裔とされる。15世紀末から16世紀初頭にかけて久我家領の証文の管理や名主職の任命に携わったが、天文年間になると久我家に対して無奉公を働いたり、春日修理大夫が家恩を忘れて蓄電したりしたという。寛正4年（1463年）2月23日に従三位に叙された源仲重と天文6年（1537年）1月6日に従五位下に叙された春日正光の間、天文12年（1543年）12月28日に従五位下に叙された春日仲条と寛永7年（1630年）に生まれた春日仲見の間に断絶が見られる。